# Aurora, Ontario
Aurora är en ort i Kanada.   Den ligger i provinsen Ontario, i den sydöstra delen av landet, 300 km sydväst om huvudstaden Ottawa. Aurora ligger 266 meter över havet och antalet invånare är 47 629.
Terrängen runt Aurora är platt. Runt Aurora är det mycket tätbefolkat, med 1 463 invånare per kvadratkilometer.. Närmaste större samhälle är Richmond Hill, 14,5 km söder om Aurora. 
Omgivningarna runt Aurora är en mosaik av jordbruksmark och naturlig växtlighet.